# Pimelomera onorei
Pimelomera onorei är en skalbaggsart som beskrevs av Marc Lacroix 2005. Pimelomera onorei ingår i släktet Pimelomera och familjen Melolonthidae. Inga underarter finns listade i Catalogue of Life.